# Heorhij Sudakow
Heorhij Wiktorowycz Sudakow (ur. 1 września 2002 w Briance) – ukraiński piłkarz, występujący na pozycji pomocnika w ukraińskim klubie Szachtar Donieck oraz w reprezentacji Ukrainy.  Uczestnik Mistrzostw Europy 2020 oraz 2024. Wychowanek Sokiła Brianka.

## Sukcesy i odznaczenia

### Szachtar Donieck
- Mistrzostwo Ukrainy: 2022/23

### Ukraina U-21
- brązowy medalista Mistrzostw Europy U-21: 2023